# Dekeyseria scaphirhyncha
Dekeyseria scaphirhyncha är en fiskart som först beskrevs av Kner, 1854.  Dekeyseria scaphirhyncha ingår i släktet Dekeyseria och familjen Loricariidae. Inga underarter finns listade i Catalogue of Life.